# چرمهین
چـِرمَهین شهری در شهرستان لنجان در استان اصفهان است که در نزدیکی زاینده رود و آبشار شاه لولاک قرار دارد. از نام‌های پیشین آن چهره مینو، قلعهٔ چَرمی و چرمین می‌باشد. فاصله چِرمَهین تا اصفهان ۵۵ کیلومتر، تا زرین شهر ۲۰ کیلومتر و تا شهرکرد ۳۰ کیلومتر می‌باشد.

## تاریخچه
به نوشته برخی از سیاحان و تاریخ نویسان از جمله خانم ایزابلا بیشوپ انگلیسی روزگاری (دوره باستان) در کنار جاده دژپارت و گذر مسافران و کاروانیان و یکی از منازل و باراندازهای کهن فلات مرکزی ایران به مناطق بختیاری، خوزستان بوده است.
آثار کوره ذوب فلز عصر آهن (۵–۳ هزار سال)، تیرهای پیکان یافت شده (از دوره‌های گوناگون در موزه شهر)، غار چهل‌دختران، آثار سنگی مهرپرستان و سنگ نبشته‌های پیرامون آبشار شاه‌لولاک، سنگ‌نگاره‌ها، ده‌ها رشته قنات، قلعه‌های تاریخی، گورستانها - تونلهای خشک زیر زمینی و مسجد خشتی ناروندی با پیشینه نزدیک به ۱۵۰ سال نشانه‌های تمدن باستانی و تاریخی پیرامون چرمهین می‌باشد.
مردم چرمهین در حال حاضر علی‌رغم دوری از رودخانه زاینده‌رود تنها جامعه شهری لنجان به‌شمار می‌روند که غالباً به کشاورزی اشتغال دارند، بر طبق گزارش‌ها حدود ۴۵٪ از نیروی فعال این شهر به کشاورزی مشغولند.

## رویدادهای فرهنگی
هرساله مردم محلی برای برگزاری آئین شالورا جاری نزد آبشار شاه‌لولاک در جنوب چرمهین گردهم می‌آیند. آئین شالورا جاری نزد اداره میراث فرهنگی به عنوان میراث ناملموس کشور ثبت گردیده است.
زیارت چهل دختران در مجموعه آبشار شاه‌لولاک، چاووشی خوانی برای حاجیان، برگزاری مراسم سوگواری تاسوعا و عاشورا، نخل گردانی و مویه خوانی - نواختن ساز و دهل در مراسم شادی - همراه با چوب بازی و رقص دستمال - تخم مرغ بازی در نوروز و… رویدادهای فرهنگی چرمهین بوده‌اند که امروزه بسیاری از آن‌ها همچنان برگزار می‌شوند.
مجموعه نمونه گردشگری آبشار شاه‌لولاک به همت شهرداری چرمهین برای پیاده‌روی، کوه‌نوردی، سنگ‌نوردی، شب‌مانی و کمپینگ آماده‌سازی شده است. شنبه‌گردی (گردش و پیاده‌روی نخستین شنبه پس از نوروز در دشت و دمن)، جشن ملی چهارشنبه سوری، نوروز و سیزده بدر در دامان طبیعت برنامه‌های تفریحی و گردشگری هستند که در چرمهین انجام می‌شود.
کشک، قارا، انار، انگور، گردو، روغن حیوانی و فرش دستباف از جمله سوغات چرمهین است.

### افراد شناخته شده
حاج آقا رحیم ارباب دانشمند علوم دینی زاده چرمهین و مدفون در گورستان تخت پولاد اصفهان است. او شاگرد جهانگیرخان قشقایی و آخوند کاشی، حسین طباطبایی بروجردی و هم عصر با سید ابوالحسن اصفهانی بود که دانش خود را نخست در زادگاه و سپس با مهاجرت به اصفهان تکمیل کرد.
رحمت‌الله قدیمی چِرمَهینی دانشمند ایرانی مکاترونیک که با سازمان فضایی آمریکا ناسا و سازمان فضایی سوئد FFA, همکاری کرده است، دانش‌آموخته دانشگاه اولد دامینیون (ODU) ویرجینای ایالات متحده آمریکا دیگر شخص شناخته شدهٔ شهر چرمهین است.

## مکان‌های گردشگری و تاریخی
چرمهین با استناد به مسجد ناروندی با قدمت هشتصد ساله، شهری تاریخی است. از جمله مکان‌های گردشگری این شهر، می‌توان به آبشار شاهلولاک اشاره کرد.
- مسجد ناروندی
- آبشار شاه‌لولاک
- چشمه تالیوز
- غار چهل‌دختران
- قنات‌ها و چشمه‌ها

### آبشار شاه‌لولاک

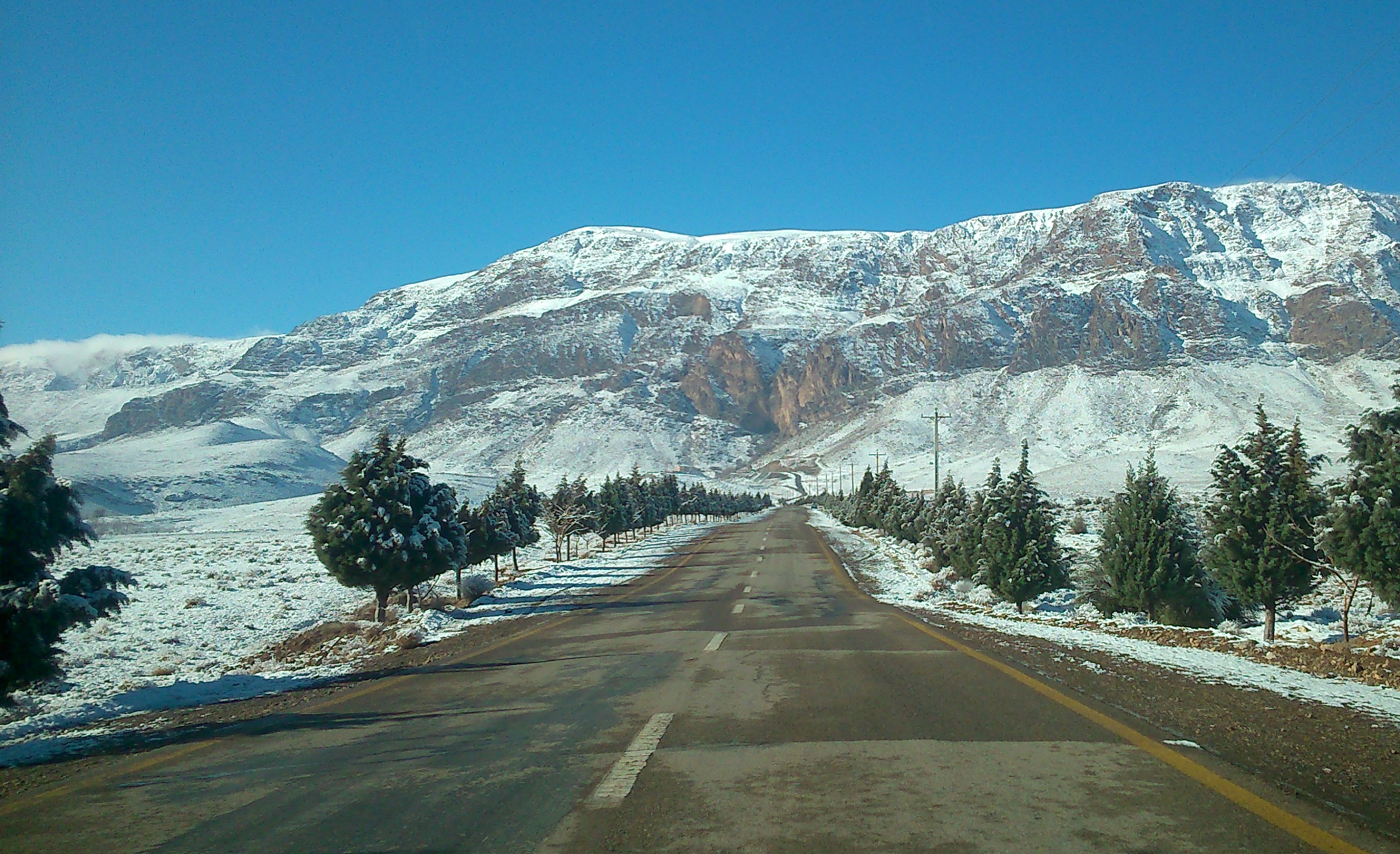
راه دسترسی به آبشار شاه‌لولاک

شاه‌لولاک نام آبشاری دائمی است در نزدیکی شهر چرمهین از شهرستان لنجان در استان اصفهان. این آبشار نزد مردم محلی به نامهای شالورا، شاهلورا، شالوران نیز نامیده می‌شود.
چهل دختران حفره‌ای سنگی است در زیر آبشار هولوکی به شکل غاری کوچک، در آن چشمه دائمی کوچکی هست و درختی در آن روییده است.

### مسجد ناروندی
مسجد ناروندی (مسجد امیرالمؤمنین یا مسجد کهنه) با پیشینه ای قریب هشتصد سال قدیمی‌ترین اثر ثبتی خشت و گلی لنجان می‌باشد و به همین خاطر در دوره‌های بعدی (صفویه - قاجار) مورد بازسازی قرار گرفته که متأسفانه برخی یا این مسجد را با مسجد حاج امیر که در دوران قاجار ساخته شده اشتباه گرفته یا این که تاریخ تعمیر مسجد را به جای سال ساخت آن ذکر کرده‌اند.

### قنات‌ها و چشمه‌ها
چرمهین روی یک دشت وسیع آبرفتی میان کوهی در دامنه کوه رخ تا آبشار شاهلولاک از رشته کوه زاگرس میانی است که آبخوان‌های سرشاری دارد. پیشینیان با حفر چندین رشته قنات که برخی از آنان به قبل از اسلام بر می‌گردند، منبع سرشاری از آب آشامیدنی و کشاورزی را برای کشاورزی چرمهین فراهم کرده‌اند و گویا برخی از این قنوات در زمان خشک سالی زاینده رود و در زمان اشکانیان حفر شده و آب آن‌ها مستقیماً از طریق دره شورچه به رودخانه متصل می‌شد که بسیاری از آن‌ها تا امروز جریان دارند و در مالکیت خصوصی یا عمومی مردم هستند.
همچنین چشمه‌های فصلی یا دایمی در اطراف چرمهین هستند. گفتنی است که میزان آبدهی قنات‌ها و چشمه‌ها در سال‌های اخیر به خاطر میزان بارندگی‌ها تغییراتی داشته‌است.
| قنات غیاث آباد     | قنات نصیر آباد | قنات دره حسین خان | قنات خشک آباد  |
| قنات سوره          | قنات مراد آباد | قنات محسن آباد    | قنات کریم آباد |
| قنات مبارک‌آباد     | قنات گنج‌آباد   | قنات دره ارجنی    | قنات مریم بیگم |
| قنات ده- گل زرده‌ها | قنات سعید آباد | قنات محمودآباد    | قنات دره شغالی |
| قنات عباس‌آباد      | قنات جلال‌آباد  | قنات دره یحیی     | قنات امین آباد |

| چشمه تالیوز  | چشمه پابلندی      | چشمه لاندیز   |
| چشمه ملسکان  | چشمه قلعه محمدخان | چشمه قاش گردی |
| چشمه آب مراد | چشمه دره زید علی  | چشمه مسعود    |